# 德国号铁甲舰
德国号，一译德意志号，是德意志帝国海军建造的两艘皇帝级铁甲巡防舰的末舰，以当时刚统一的德国命名。其仅有的姊妹舰为皇帝号。德国号由英国伦敦的萨穆达兄弟船厂承建，自1872年开始架设龙骨、1874年9月下水，并于1875年7月投入使用。舰只的主炮为八门安装在舰舯中央炮台上的260毫米口径加农炮。它是外国造船商为德国海军建造的最后一艘主力舰；此后的所有舰只都是由德国自行建造。
德国号从入役后至1896年便一直在德国舰队服役，尽管它在整个运用生涯中经常被置于预备役状态。该舰定期参加年度的舰队训练演习，但1880年代中期除外，当时它一度被更新入役的舰只所取代。它也参与了数次前往波罗的海和地中海的巡航，经常陪同德皇威廉二世进行官方国事访问。德国号于1890年代初被重建为一艘装甲巡洋舰，但它行动迟缓，始终无法胜任该角色。尽管如此，它还是跟随东亚分舰队在亚洲部署了三年，然后于1900年返回德国。1904年以后，德国号退而担任次要职能，直至1908拆解报废。

## 设计

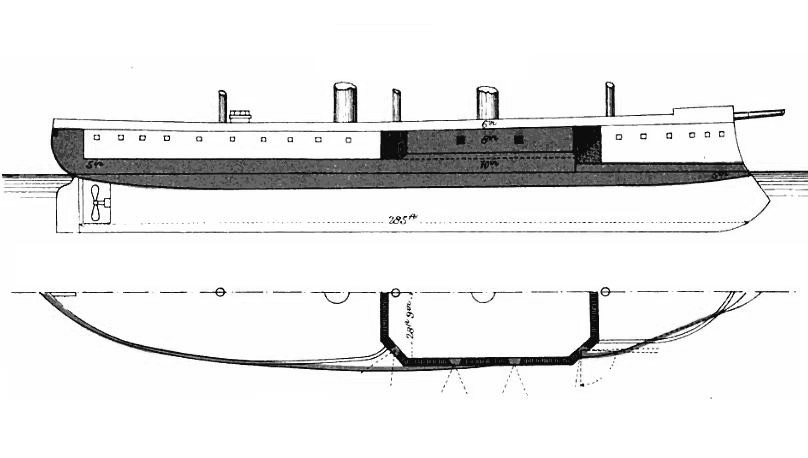
皇帝级舰只示意图；阴影区域表示受装甲保护的部分

两艘皇帝级铁甲舰均是根据1867年的舰队规划而订购——鉴于在普丹战争期间，弱小的普鲁士海军无法突破丹麦海军的封锁，当时的北德意志联邦国会遂批准了这项舰队计划，以壮大北德意志联邦海军。两艘舰是由英国船舶工程师爱德华·詹姆斯·里德于1869年设计，是当时所有海军中最强大的炮廓舰，尽管它们在炮塔舰问世后便已显过时。
德国号的全长为89.34米，有19.1米的舷宽和7.39米的吃水深度，设计和满载排水量分别为7645吨和8940吨。它由一台双缸单胀蒸汽机提供动力，所需的蒸汽是通过八台筒状燃煤火管锅炉供给。其发动机额定功率为5,779匹公制馬力（5,700匹指示馬力），最高速度为14.6節（27.0每小時）。舰只原本还配备有全帆船具，但在后来的改造中逐渐减少，最终完全移除。它的标准船员编制为32名军官及568名水兵。
德国号的主炮为安装在舰舯中央炮台内的八门260毫米20倍径加农炮。竣工时，它还装备有一门210毫米22倍径加农炮。在1891－1895年完成重建后，其武器变成了一门150毫米30倍径箍炮、六门105毫米30倍径速射炮和九门88毫米30倍径速射炮；后续又增加了十二挺37毫米机炮和五具直径为350毫米、全数安装在船体水线上方的鱼雷发射管。
舰只的装甲由锻铁制成，并以柚木为衬垫；装甲带的厚度范围在127－254毫米之间，其上方203毫米厚的装甲列板用于保护主炮炮台，而装甲甲板的厚度则从38至51毫米不等。

## 建造
德国号最初是由德意志帝国海军向伦敦的萨穆达兄弟船厂订购，并自1872年开始架设龙骨。时值普法战争结束后不久，由于担心法国发动报复性战争而影响战舰的建造，两艘皇帝级舰只的合同是均在普鲁士与法国签署和平协议之后迅速签订。但由于德国本土几家合适的造船厂的造舰任务繁重，并且人们对德国配件行业的水平表示怀疑，促使海军转向海外寻求建造。舰只的推进装置是由英国格林尼治的约翰·佩恩及子提供，它在交付时超出了当局所要求的性能。尽管如此，该舰仍是在服役期间发生机械故障最多的一艘。
德国号于1874年9月12日下水。经过再近半年的舾装，船厂人员于1875年春天开始在泰晤士河对其展开试航，验收试航则于1875年7月20日进行。同年8月7日，该舰在海军上校阿希巴尔德·麦克拉伦的指挥下正式入役，并于8月19日运抵威廉港。随后，德国号于9月6日停用，以进行维修并首次调整索具。随后再安装由克虏伯提供的舰炮。它是外国造船商为德国海军建造的最后一艘主力舰。

## 服役历史

### 舰队役期

德国号石板画

1876年4月1日，德国号首次进入训练分舰队（即公海舰队的雏形）服役。它被分配至由姊妹舰皇帝号、腓特烈·卡尔号和王储号所共同组成的铁甲支队，受海军少将卡尔·费迪南德·巴奇指挥。在分舰队筹备进行1876年的夏季巡航时，德国驻奥斯曼公使于5月22日在萨洛尼卡遇刺身亡。由于担心居住在该地区的德国公民会遭到进一步袭击，德国政府遂下令巴奇率队驶往地中海实施佯动。除了四艘铁甲舰，分舰队还得到了通报舰波美拉尼亚号的加入；炮艇彗星也紧随其后。5月30日，德国号在普利茅斯离港时首度发生机械故障。试图将其拖行的皇帝号未能成功，所以它只得依靠风帆航行。推进装置于翌日得以重启，但故障情况在整个行程中仍反复发生。此外，行程结束前爆发的麻疹疫情也影响了该舰的作战能力。分舰队经由直布罗陀和瓦莱塔航行，于6月25日抵达萨洛尼卡，而奉命从西印度群岛赶来的护卫舰美杜莎号也在那里加入了分舰队。8月暴力威胁平息后，巴奇率分舰队的部分成员，即皇帝号、德国号和美杜莎号，于8月23日启程经由锡罗斯岛、马耳他、直布罗陀和普利茅斯返航，并于9月13日抵达威廉港；其余两艘铁甲舰则在地中海度过了整个夏天。随后，德国号根据运用计划于9月29日退役。
1877年5月7日，德国号重新投入使用；此时队内的王储号已被新近入役的铁甲炮塔舰普鲁士号所替代。自6月1日起，它再次随分舰队被派往地中海东部；当时俄土战争爆发所引发的骚乱正威胁着居住在当地的德国公民。此次行动的重点是在巴勒斯坦沿岸和爱琴海。它们于7月1日至5日在雅法的塞德港驻泊——巴奇将军及其幕僚和部分船员由此登岸前往耶路撒冷，但未见岸上有任何紧张局势；随后，它们又于7月30日至8月4日造访萨洛尼卡，并于8月13日和9月10日至25日在比雷埃夫斯停留。在此期间，皇帝号曾于9月6日因风暴而在锡罗斯岛附近擱淺，需要由德国号拖出。在9月25日从比雷埃夫斯出发的回程航行中，由于恶劣天气而严重受阻。其中德国号于10月14日在菲尼斯特雷角附近因风暴导致桨舵故障，使它在很长一段时间都处于无法操纵的状态；五天后，它又在古德温沙洲附近撞向并严重损毁一艘当地的灯塔船，造成第二次桨舵故障。至10月21日，德国号终于回到威廉港。根据运用计划，它于11月6日再度退役。作为普鲁士号的姊妹舰，新入役的腓特烈大帝号和大选帝侯号在1878年的演习中取代了皇帝号和德国号，期间大选帝侯号被意外撞沉，造成大量人员伤亡。
德国号在接下来的六年中一直处于预备役状态。直至1883年5月1日，它才在海军少将威廉·冯·威克德的麾下重新入役，参加分舰队的训练和演习。由于长期停用，舰只的发动机在训练巡航期间遇到了大麻烦，并一度造成演习中断。最后，它于9月27日与姊妹舰皇帝号一同被转移至基尔的波罗的海海军站。但无论如何，1883年的巡航是帝国海军首次完全放弃在其大型铁甲舰上使用风帆。在1884年的演习期间，德国号仍处于预备役，此次演习是由四艘萨克森级铁甲舰组成的同质分舰队进行。
德国号的下一个役期是从1889年5月1日至1894年10月31日，当时训练分舰队已重组为由两个支队组成的演习分舰队，它加入了与姊妹舰皇帝号、普鲁士号和大选帝侯号同在的第二支队，受海军少将弗里德里希·冯·霍尔曼指挥。它们首先陪同德皇威廉二世对英国进行首次国事访问，然后在北海进行了为期三周的演习。自1889年10月起，德国号参加了分舰队的地中海训练巡航之旅，为前往雅典参加其胞妹索菲公主与希腊储君康斯坦丁大婚的威廉二世提供护航。这是帝国海军全年维持铁甲舰部队在役的第一年，直至1890年4月，分舰队才返回威廉港。随后，德国号又跟随德皇自6月底对北欧诸国展开国事访问，并出席了英国向德国归还黑尔戈兰岛的移交仪式。在9月的年度演习期间，包括德国号在内的全部八艘铁甲舰都模拟俄国舰队对基尔实施封锁。1890－1891年冬季，在海军少将威廉·施罗德的指挥下，分舰队再次巡航前往地中海。

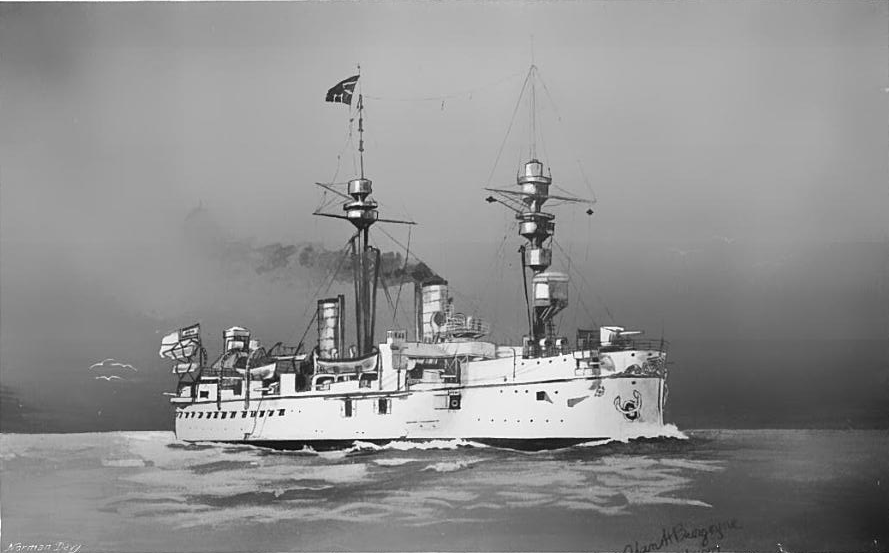
重建后的德国号

从1892年1月至4月4日，德国号在基尔的帝国船厂接受了彻底检修。在1892－1893年冬季，德国号加入了与威廉国王号、新的岸防舰齐格弗里德号和贝奥武夫号同在的第二支队。该部队于1893年夏天连同第一支队的四艘萨克森级舰只一起加入舰队演习。同年11月，德国号与威廉国王号、大选帝侯号和全新的前无畏舰勃兰登堡号对第二支队进行了重组，受海军少将棣德利指挥。它们参加了1894年的秋季演习，模拟对法国和俄国的双线作战；其中德国号所在的支队负责扮演俄国舰队的角色。这段时期，德国号也曾发生过数起事故，例如1893年6月21日在奥本罗附近遭遇严重的机械故障，需要被拖曳至基尔进行维修；1894年7月2日，它又在基尔附近因与通报舰守望号相撞而受损。
1894年秋，德国号从基尔移驻威廉港，并于10月31日退役。接下来几年，在当地的帝国船厂，它被重建为一艘装甲巡洋舰，获得了新的锅炉装置和50毫米厚的装甲甲板，并换装了重型武器，包括八门260毫米和一门210毫米加农炮。舰上的后桅杆连同所有风帆索具都被拆除，其余桅杆则转换为两个重型战斗桅杆。皇帝号和威廉国王号也进行了类似的重建。尽管完成了现代化，但它们的航速仍然较慢。在《舰队法》的立法过程中，德国号被重新归类为“大巡洋舰”。

### 海外巡洋舰

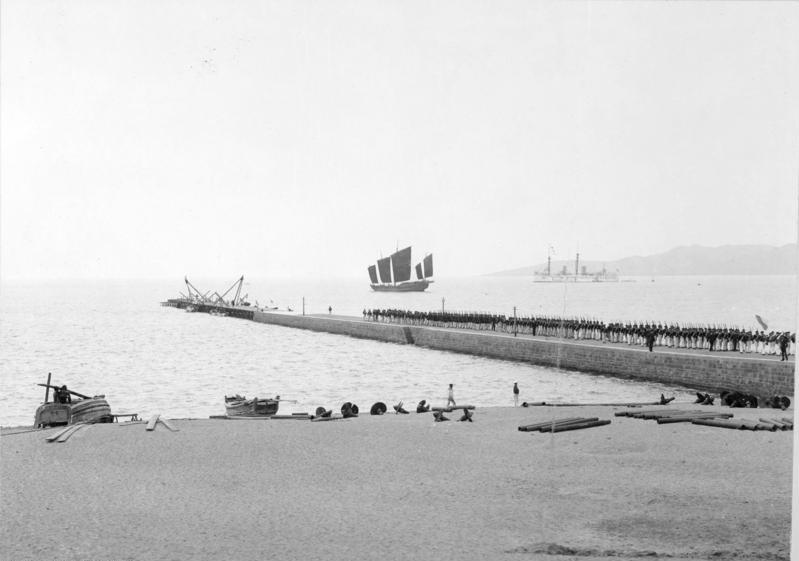
搭乘德国号抵华的德国海兵营在青岛栈桥登陆；远处可见德国号

1897年12月2日，完成重建的德国号重新入役，前往东亚。时值德国占领胶州湾后不久，当地亟需加强驻防能力。为此，德国号成为了东亚分舰队新成立的第二支队旗舰，受德皇威廉二世的胞弟——海军少将海因里希亲王指挥；他于12月15日亲自与三个儿子告别，并从基尔至伦茨堡登舰。行程中，德国号由小巡洋舰葛冯号提供护航。奥古斯塔皇后号也隶属于第二支队，它是从地中海驰援东亚，于12月14日抵达新加坡。意外始终伴随着支队的旅程，因为德国号的机械装置被证明是不可靠的，并不得不由葛冯号进行多次拖曳。煤炭订购方面也存在误会，导致支队进一步延误，直至1898年2月1日才开始穿越印度洋。自科伦坡开始，两艘俄国战列舰（纳瓦林号和西索伊大帝号）也加入了编队。德国号直至4月才抵达香港，并需要进入船坞维修。海因里希亲王只得改乘葛冯号前往上海。而当德国号继续启程时，又一次在途中遭遇机械故障，葛冯号必须再度返回救援。直至1898年5月5日，东亚分舰队才在青岛完成集结；而中德间的德国殖民地租约于4月28日便已完成签署。5月，海因里希亲王在北京拜访了光绪帝及垂帘听政的慈禧太后。陪同到访的还有海因里希亲王的参谋长、海军中校格奥尔格·亚历山大·冯·穆勒，侍从官、海军上尉，以及信号官、海军准尉埃里希·雷德尔。

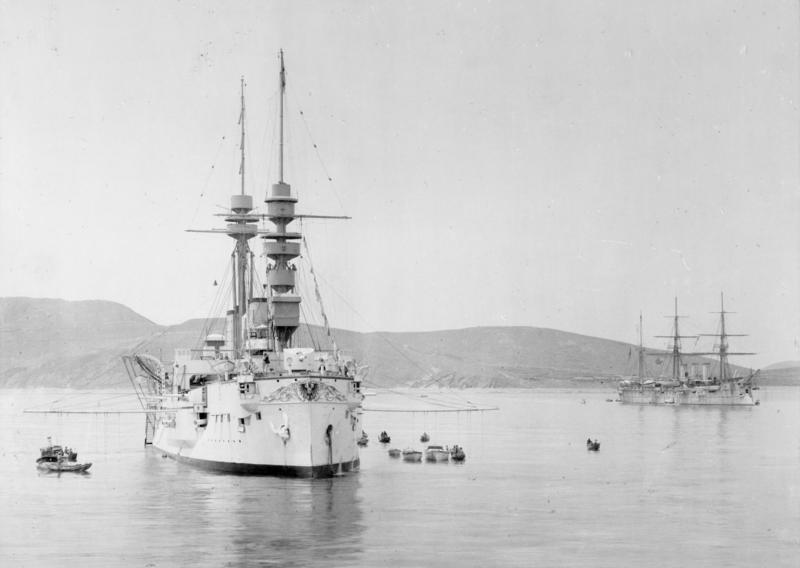
德国号在旅顺口（1898年）

东亚分舰队的运用同时受到美西战争的影响；在马尼拉湾海战期间，分舰队的大多数舰只都前往该地区以保护德国公民。但第二支队仅派出了奥古斯塔皇后号，德国号和葛冯号则依然留在青岛直至7月底，然后展开驻地以北的考察之旅。其中德国号独自访问了几个俄国港口，至海参崴再与出访日本的葛冯号会合。11月21日，为沉没的炮艇鸡貂号设立的纪念碑揭幕，第二支队的所有舰只都被要求到场。然而除了德国号之外，只有葛冯号参加了揭幕仪式，而其它舰只必须执行紧急任务。至新年之交，东亚分舰队中的大巡洋舰皇帝号、德国号和奥古斯塔皇后号连同葛冯号都在香港；小巡洋舰威廉王妃号、鸬鹚号在上海，而护卫舰阿科纳号和伊雷妮号则分别在青岛和马尼拉。
1899年4月14日，海因里希亲王接替归国的海军中将棣德利出任东亚分舰队司令。根据这一变动，德国号也成为了分舰队的旗舰。海因里希亲王遂搭乘旗舰访遍了整个驻防区，跨度从鞑靼海峡的亚历山德罗夫斯克直至新加坡，并于6月拜会了朝鲜高宗、7月拜会了明治天皇。11月6日，德国号再次在香港进行彻底翻修，亲王也获晋升为海军中将。12月16－30日，他又率德国号和葛冯号拜访了暹罗国王朱拉隆功，期间舰只是驻泊在北榄府锚区。1900年1月4日，德国号结束海外派遣，并从新加坡启程归国，经行地中海和朴茨茅斯后于3月9日抵达基尔。海因里希亲王则是搭乘客轮回家。他在东亚的的继任者是前海军参谋总长、海军中将费利克斯·冯·本德曼。

### 结局
德国号于1900年3月28日退役。由于中国随即爆发义和团运动，该舰曾于7月被考虑作为增援部队而重新派遣至东亚，但由于舰只已经服役25年以上，其结构状况较差，因此未能成行。这艘老旧的铁甲舰于1904年5月3日开始用作港口船，并于同年11月22日更名为木星号（Jupiter）。1906年5月21日，德国号正式从海军序列中除籍，1907年也曾临时充当靶舰。帝国海军于1908年作价120000马克出售了该舰。它于翌年在汉堡-莫尔堡拆解报废。

## 脚注
注释
1. ↑  SMS表示, 即“陛下之舰”；则为“德国”的德文称谓。

引用
1. ↑  桑德豪斯，第217頁.
2. ↑  Dodson，第14, 23頁.
3. 1 2  Gardiner，第245頁.
4. 1 2 3 4 5  Gröner，第6頁.
5. 1 2  Gröner，第6–7頁.
6. ↑  Sondhaus Weltpolitik，第109頁.
7. 1 2 3  Gröner，第7頁.
8. ↑  Sondhaus Naval Warfare，第120頁.
9. 1 2  Sondhaus Weltpolitik，第122頁.
10. ↑  Sondhaus Weltpolitik，第124頁.
11. 1 2  Sondhaus Weltpolitik，第161頁.
12. ↑  Gottschall，第98頁.
13. ↑  Sondhaus Weltpolitik，第179頁.
14. ↑  Sondhaus Weltpolitik，第192頁.
15. ↑  Sondhaus Weltpolitik，第195頁.
16. ↑  Sondhaus Weltpolitik，第196頁.
17. 1 2  Sondhaus Weltpolitik，第190頁.
18. ↑  Gottschall，第165頁.
19. ↑  Gottschall，第178–179頁.
20. ↑  Gottschall，第218頁.
21. ↑  Gottschall，第222頁.